# プログレスM-2
プログレスM-2はソビエト連邦が1989年、ミールの補給のために打ち上げたプログレス補給船。ミールに到着した19機目のプログレス補給船であり、プログレス-M(11F615A55)型で、シリアル番号は202であった。ミールのEO-5の搭乗員のための食料、水、酸素などを積んでおり、科学研究のための装置類、ステーションの軌道調整とマニューバ実行用の燃料などが積まれていた。
プログレスM-2は1989年12月20日3時30分50秒(GMT)にバイコヌール宇宙基地1/5発射台からソユーズ-U2で打ち上げられた。同年12月22日5時41分21秒(GMT)にミールのクバント1 Aftポートにドッキングした。ドッキング中、ミールの軌道高度は390-393kmの位置にあった。
プログレスM-2は48日間ミールとのドッキングを続け、1990年2月9日2時33分7秒(GMT)にEO-6のクルーの搭乗する後続のソユーズTM-9にドッキングポートを空けるべく、ドッキングを解除した。
プログレスM-2はドッキング解除から数時間後の7時7分(GMT)に軌道を離脱した。太平洋上の大気圏で燃焼をはじめ、7時56分(GMT)ごろいくつかの燃え残りが太平洋に落ちたとされる。

## 註
1. 1 2 3  McDowell, Jonathan. “Satellite Catalog”.   Jonathan's Space Page. 2009年8月26日閲覧。
2. ↑  “Progress M-2”. NSSDC Master Catalog.   US National Space Science Data Center. 2009年8月26日閲覧。
3. 1 2  McDowell, Jonathan. “Launch Log”.   Jonathan's Space Page. 2009年8月26日閲覧。
4. 1 2 3 4  Anikeev, Alexander. “Cargo spacecraft "Progress M-2"”.   Manned Astronautics - Figures & Facts. 2007年10月9日時点のオリジナルよりアーカイブ。2009年8月26日閲覧。
5. ↑  Wade, Mark. “Progress M”.   Encyclopedia Astronautica. 2009年8月3日時点のオリジナルよりアーカイブ。2009年8月26日閲覧。